# Marek Balicki

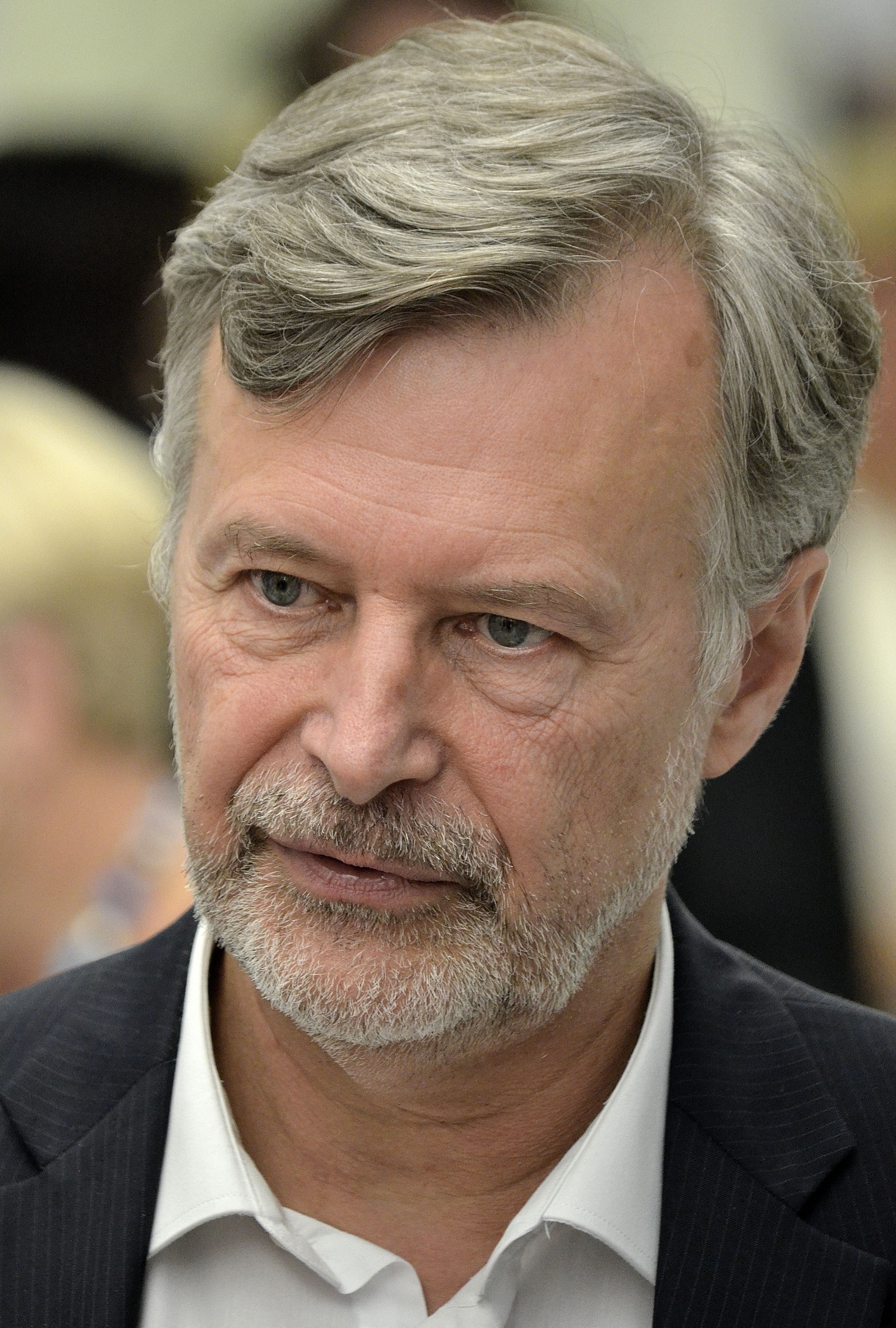
Marek Balicki (2015)

Marek Zbigniew Balicki (* 29. September 1953 in Słupsk) ist ein polnischer Politiker (UD, UW, SdPl, Ruch Palikot, SLD). Er war Abgeordneter des Sejm von 1991 bis 1997 und von 2007 bis 2011 in der I., II. und VI. Wahlperiode und gehörte dem Senat der Republik Polen von 2001 bis 2005 in der V. Wahlperiode an. Er war Mitbegründer der Socjaldemokracja Polska (SdPl) und ehemaliger Gesundheitsminister in den Kabinetten Leszek Miller und Marek Belka.

## Leben und Beruf
Balicki wurde zum Psychiater und Anästhesist ausgebildet und beendete 1978 sein Studium an der Medizinischen Akademie in Danzig. Er arbeitete als Arzt und ab Ende der 1980er Jahre auch als Abteilungsleiter in einer Fachklinik für neurologische und psychiatrische Erkrankungen in Ząbki. Von 1990 bis 1992 war er Direktor des Krankenhauses. Von 1999 bis 2001 leitete er das Bielański-Krankenhaus in Warschau. Später wurde er Direktor des Wolski-Krankenhauses in Warschau und aktiv in verschiedenen gesellschaftlichen und beruflichen Organisationen. Er ist Vorsitzender der Warschauer Gesellschaft für Medizinische Hilfe und Betreuung für psychisch und nervlich Kranke. Seit vielen Jahren arbeitet er für die Polnische Psychiatrische Gesellschaft.
Er ist mit Bożena Balicka verheiratet und hat zwei Kinder: Andrzej und Ewa.

## Politik
In den 1980er Jahren war Balicki in der oppositionellen Gewerkschaft Solidarność und war unter anderem Mitglied des Streikkomitees für die landesweite Besetzung der Gesundheitseinrichtungen, Mitglied des Vorstands der Region Danzig und Delegierter zur ersten Landesdelegiertenversammlung in Danzig. Während des Kriegsrechts in Polen 1981–1983 wurde er etwa zwei Wochen lang interniert. Nach der Freilassung arbeitete er im oppositionellen Untergrund und war unter anderem Mitbegründer und Redakteur der Zeitung "Robotnik Lębork". Er wurde im April 1983 verhaftet und im Juli desselben Jahres aufgrund einer allgemeinen Amnestie wieder aus der Haft entlassen.
Nach dem Jahr 1989 war er Mitglied der Ruch Obywatelski Akcja Demokratyczna (ROAD), danach Mitglied der Unia Demokratyczna (UD) und Unia Wolności (UW). Im Mai 1990 wurde er in den Stadtrat von Ząbki gewählt. Bei den Wahlen 1991 und  1993 wurde er zum Abgeordneten des Sejm in der I. und II. Wahlperiode gewählt. In der Regierung von Hanna Suchocka war er von 1992 bis 1993 Staatssekretär im Gesundheitsministerium und leitete die interministerielle Kommission für die Reform der Sozialversicherung und des Gesundheitssystems, die eine von mehreren damals miteinander konkurrierenden Projekten zur Reform der Finanzierung des Gesundheitssystems ausgearbeitet hat. 1997 trat er aus der UW aus. Er verzichtete auf eine erneute Kandidatur für ein Abgeordnetenmandat. In den Jahren 1998 bis 2001 war er Berater des Präsidenten Aleksander Kwaśniewski.
Bei der Parlamentswahl 2001 wurde er über die gemeinsame Liste des Sojusz Lewicy Demokratycznej (SLD) und der Unia Pracy (UP) mit 246 Tausend Stimmen in den Senat gewählt (als parteiloser Kandidat wurde er durch die UP vorgeschlagen). Bei den Selbstverwaltungswahlen 2002 unterstützten der SLD und die UP seine Kandidatur für den Posten des Präsidenten der Stadt Warschau. Er kam in die zweite Runde der Wahlen (wobei er dabei vor Kandidaten wie z. B. Andrzej Olechowski landete), die er gegen Lech Kaczyński verlor. Am 17. Januar 2003 wurde er nach dem Rücktritt von Mariusz Łapiński Gesundheitsminister. Er trat seinerseits am 2. April desselben Jahres von dieser Funktion zurück, als gegen seinen Willen Aleksander Nauman, ein ehemaliger Mitarbeiter von Mariusz Łapiński, zum Leiter des Narodowy Fundusz Zdrowia (Nationalen Gesundheitsfonds) ernannt wurde.
Im März 2004 war er einer der Mitbegründer der Socjaldemokracja Polska (SdPl). Am 15. Juli 2004 akzeptierte er das Angebot von Marek Belka das Gesundheitsministerium in der zweiten Regierung von Marek Belka zu übernehmen (er ersetzte damit Marian Czakański). 2005 kandidierte er nicht bei den Parlamentswahlen. Bei den Selbstverwaltungswahlen 2006 wurde er auf der Liste des Wahlbündnisses Lewica i Demokraci (LiD), an dem sich die SdLP beteiligt hatte, Abgeordneter des Woiwodschaftssejmiks der Woiwodschaft Masowien. Dabei war er für ein Jahr stellvertretender Vorsitzender dieses Sejmiks.
Bei den Parlamentswahlen 2007 wurde er mit 19.034 Stimmen über die Liste des Wahlbündnisses LiD für den Wahlkreis Warschau II in den Sejm gewählt. Er war Mitglied der Sejm-Kommissionen für Nationale und Ethnische Minderheiten und war bis zum 10. Juli 2008 stellvertretender Vorsitzender der Kommission für Gesundheitspolitik. Am 22. April 2008 wurde er Mitglied der neu gegründeten Fraktion SdPl-Nowa Lewica. Ende September 2008 trat er aus der SdPl aus, blieb allerdings in der Fraktion. Bei der Parlamentswahl 2011 wurde er nicht wiedergewählt. Nachdem er 2012 kurzzeitig Mitglied der Ruch Palikot georden war, gehört et seit 2013 wieder der SLD an, deren Gesundheitsexperte er ist. Bei der Europawahl 2014 kandidierte er im Wahlkreis Warschau, wurde aber nicht gewählt. 2015 wurde er von Präsident Andrzej Duda in den neugegründeten Nationalen Entwicklungsrat berufen.
Balicki ist ein Politiker der Linken, auch in der ersten Hälfte der 90er Jahre, als er Mitglied der UW war, vertrat er den linken Flügel dieser Partei. Er ist ein Befürworter der Liberalisierung des Abtreibungsrechts. Zu Beginn der 90er Jahre engagierte er sich in der Sammlung von Unterschriften für die Durchführung eines Referendums zur Strafbarkeit des Schwangerschaftsabbruches. Er spricht sich auch für die familienrechtliche Anerkennung gleichgeschlechtlicher Lebensgemeinschaften aus.

## Ehrungen
- 2016 Goldenes Verdienstkreuz der Republik Polen[16]
- 2019 Kreuz der Freiheit und Solidarität[17]
- 2024 Offizierskreuz des Ordens Polonia Restituta[18]